# Йосиф Пищийски
Йосиф Пищийски е български католически духовник. От 1979 г. до 2005 г. е генерален викарий на Софийско-пловдивската епархия.

## История
Йозо Пищийски, наричан по-късно Йосиф, е роден на 26 юни 1934 г. в село Калъчлии (днес кв. Генерал Николаево на град Раковски).
След политическите съдебни процеси срещу католическото духовенство през 1952 г. и смъртта на епископ Иван Романов през януари 1953 г. в южната католическа епархия настъпва известно стъписване. На 25 август 1954 г. отец Богдан Добранов поема длъжността апостолически администратор на епархията. Благодарение на умелото му управление и голямата солидарност между духовенството и населението църковно-религиозният живот в епархията бързо започва да се съживява. От 15 ноември 1954 г., след двегодишно прекъсване, свещениците започват да проповядват в неделен и празничен ден. Възстановяват се църковните шествия - алаите, които в повечето случаи стават вътре в храмовете.
Отец Добранов полага усилия и за обновяване на духовните кадри. През 1957 г. в Секирово без разрешение от тогавашния Комитет по изповеданията започва подготовка на двама младежи за свещеници - Богдан Бакалски от Дуванлии и Йозо Пищийски. Последният е ръкоположен за свещеник на 15 ноември 1959 г. от Кирил Куртев – епископ от източния обред, в църквата „Възнесение Господне” в Пловдив. След това започва да работи като „клисар” и да се грижи за поддръжката на църквата „Свети Архангел Михаил“ в тогавашното село Секирово.
През 1974 г. е назначен за енорийски свещеник в Секирово. В края на 1970-те във връзка с приближаващата 50-та годишнина на храма, отец Пищийски изрисува интериора на църквата в стил „Библия за миряните“. През 1979 г. отец Йосиф е бил назначен за Генерален викарий на епархията от епископ Добранов. Тази длъжност той заема до края на живота си. През 2000 г. за енорист в Секирово е назначен неговият племенник – отец Йовко Пищийски, а отец Йосиф изпълнява длъжността на енорийски викарий. През 2003 г. епископ Георги Йовчев назначава отец Пищийски за енорист в енорията „Непорочно Зачатие Богородично“ в кв. Парчевич на град Раковски.
Отец Йосиф умира на 27 март 2005 г. Местните хора го помнят като добър органист и художник.